# زبیر اوترمین
زبیر اوترمین (انگلیسی: Xabier Otermin؛ زادهٔ ۳۱ اوت ۱۹۷۷) بازیکن فوتبال اهل اسپانیا است.
از باشگاه‌هایی که در آن بازی کرده‌است می‌توان به باشگاه فوتبال ژیرونا اشاره کرد.